# Liste der FFH-Gebiete im Landkreis Wunsiedel im Fichtelgebirge
Die Liste der FFH-Gebiete im Landkreis Wunsiedel im Fichtelgebirge zeigt die FFH-Gebiete des oberfränkischen Landkreises Wunsiedel im Fichtelgebirge in Bayern.
Teilweise überschneiden sie sich mit bestehenden Natur-, Landschaftsschutz- und EU-Vogelschutzgebieten.
Im Landkreis befinden sich insgesamt 13 und zum Teil mit anderen Landkreisen überlappende FFH-Gebiete.
| Bergwiesen im südlichen Fichtelgebirge                       | BW | 6037-371 WDPA: 555521327 | Landkreis Bayreuth, Landkreis Wunsiedel im Fichtelgebirge |  | ⊙ | 384,87   |  |
| Buchberg bei Reicholdsgrün                                   | BW | 5837-302 WDPA: 555521179 | Landkreis Wunsiedel im Fichtelgebirge                     |  | ⊙ | 23,00    |  |
| Eger- und Röslautal                                          |    | 5838-302 WDPA: 555521181 | Landkreis Wunsiedel im Fichtelgebirge                     |  | ⊙ | 941,00   |  |
| Feuchtgebiete um Selb und Großwendern                        |    | 5838-372 WDPA: 555521183 | Landkreis Wunsiedel im Fichtelgebirge                     |  | ⊙ | 195,58   |  |
| Habitate des Skabiosen-Scheckenfalters bei Selb              | BW | 5838-371 WDPA: 555521182 | Landkreis Wunsiedel im Fichtelgebirge                     |  | ⊙ | 21,25    |  |
| Kösseinetal                                                  | BW | 5938-301 WDPA: 555521262 | Landkreis Wunsiedel im Fichtelgebirge                     |  | ⊙ | 23,00    |  |
| Luisenburg, Gipfel der Großen Kösseine und Kleines Labyrinth |    | 5937-304 WDPA: 555521260 | Landkreis Wunsiedel im Fichtelgebirge                     |  | ⊙ | 62,00    |  |
| Naturschutzgebiet 'Naturwaldreservat Hengstberg'             | BW | 5839-302 WDPA: 555521184 | Landkreis Wunsiedel im Fichtelgebirge                     |  | ⊙ | 40,00    |  |
| Nordostbayerische Bachtäler um Rehau                         | BW | 5738-371 WDPA: 555521105 | Landkreis Hof, Landkreis Wunsiedel im Fichtelgebirge      |  | ⊙ | 470,53   |  |
| Paradiesteiche                                               | BW | 5837-303 WDPA: 555521180 | Landkreis Wunsiedel im Fichtelgebirge                     |  | ⊙ | 14,00    |  |
| Schneebergmassiv mit Fichtelseemoor                          |    | 5937-371 WDPA: 555521261 | Landkreis Bayreuth, Landkreis Wunsiedel im Fichtelgebirge |  | ⊙ | 3.047,79 |  |
| Torfmoorhölle                                                | BW | 5936-303 WDPA: 555521257 | Landkreis Wunsiedel im Fichtelgebirge                     |  | ⊙ | 125,00   |  |
| Zeitelmoos bei Wunsiedel                                     |    | 5937-301 WDPA: 555521259 | Landkreis Wunsiedel im Fichtelgebirge                     |  | ⊙ | 398,00   |  |
| Legende für Fauna-Flora-Habitat                              |    |                          |                                                           |  |   |          |  |